# カナディア CL-215

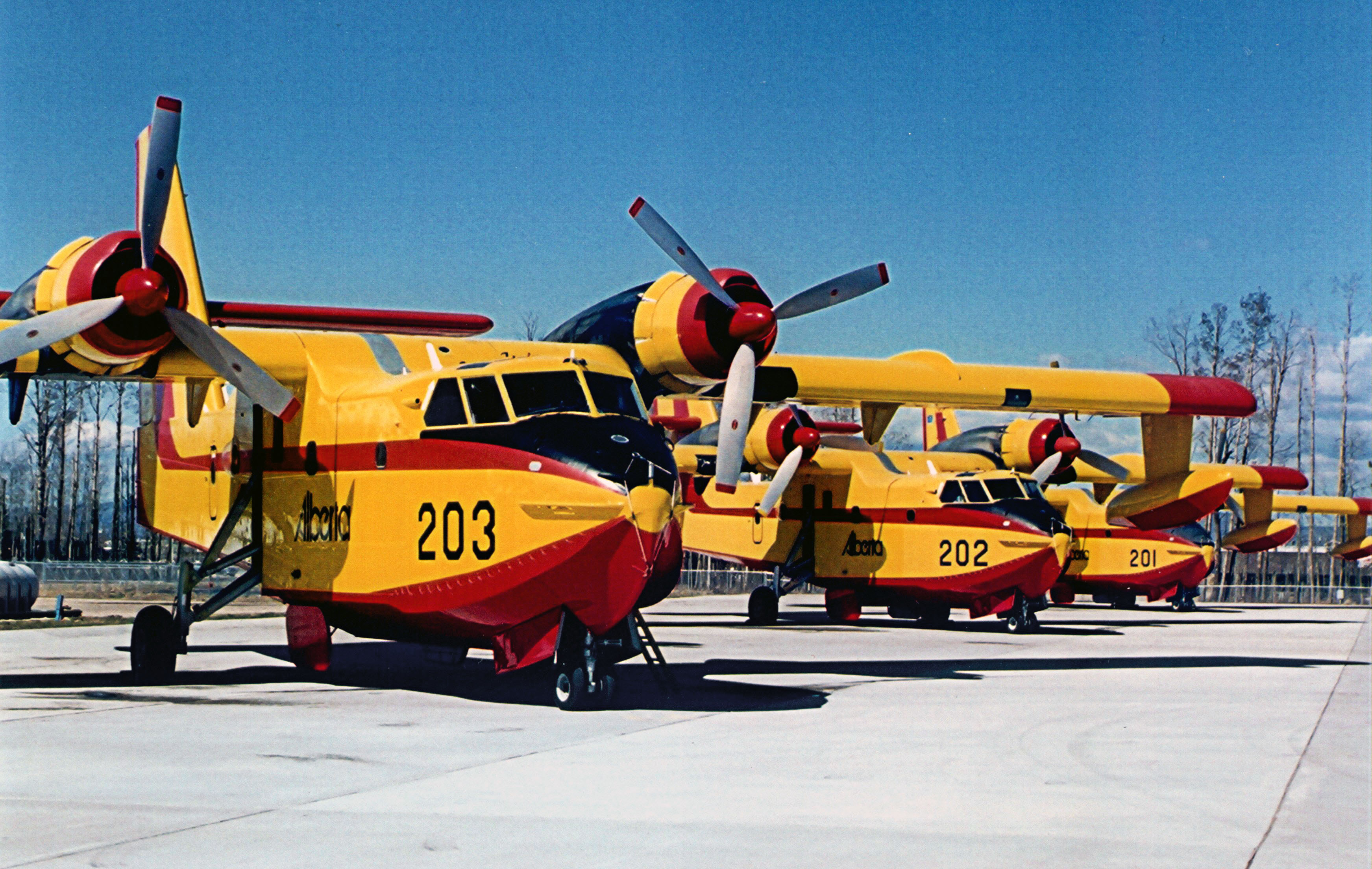
CL-215

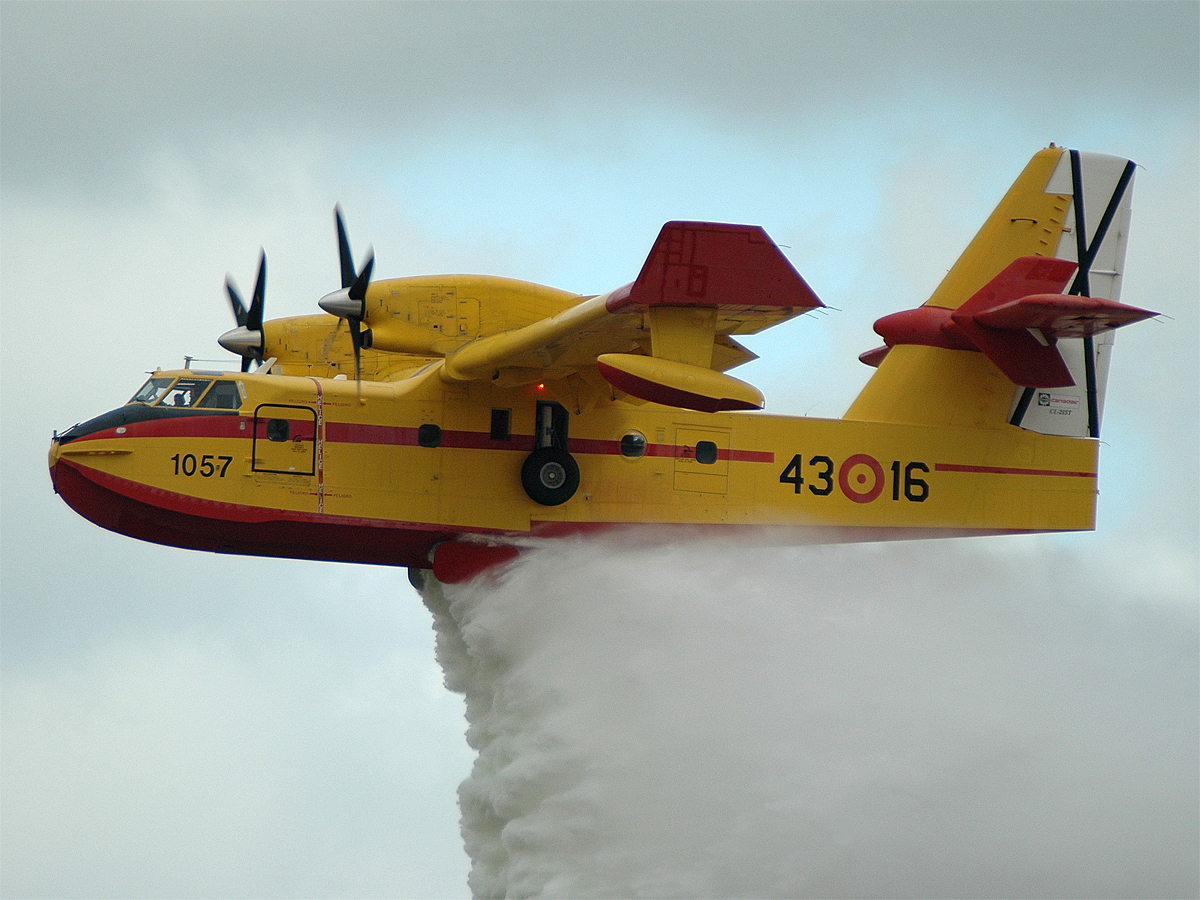
スペイン空軍のCL-215T

カナディア CL-215 (Canadair CL-215) は、カナダの水陸両用飛行艇で、消防用飛行艇として造られた最初の機体である。カナディアで開発され、後にボンバルディア・エアロスペースで製造された。地上給水または湖沼で滑走しながら水を補給し、搭載した5トンほどの水を火災現場で放水する、いわゆる「ウォーター・ボミング」という方法で消火する。

## 概要
1966年2月より開発が開始され、1967年10月23日に初飛行した。機体の形状は、飛行艇として一般的なものであり、肩翼配置の主翼にレシプロエンジンが二基搭載されている。レシプロエンジンが採用されたのは、本機が基本的に低空飛行を想定しており、当時のターボプロップエンジンでは効率が悪かったためである。
基本的には胴体に水タンクを備えた消防機として使用されるが、捜索救難や人員・貨物輸送、測量、農薬散布などにも使用可能。消防機として使用する場合、2,673リットル入りのタンク2個と取水装置を装備し、胴体下面のドアを開くことでタンク内の水を投下する。人員や貨物輸送機として使用する場合は、人員36名もしくは貨物3,062キログラムを搭載することができる。
1988年まで生産され、全生産機数は112機。1989年には、エンジンをターボプロップエンジンに換装したCL-215Tが開発された。この形式は既存機からの改造機に充てられ、新造機はカナディア CL-415を経てボンバルディア CL-415に名称が変更された。
2016年にはバイキング・エアに保守部品の製造権が譲渡された。

## 要目
- 乗員：2名[1]
- 乗客：最大26名[1]
- 全巾：28.60 m[1]
- 全長： 19.82 m[1]
- 全高： 8.98 m[1]
- 翼面積：100.33平方メートル[1]
- 自重： 12,065 kg[1]
- 最大離陸重量： 19,731 kg（地上）/17,100 kg（水上）
- エンジン：プラット・アンド・ホイットニー R-2800-83 AM2AH（2,100hp）×2[1]
- 最高巡航速度：376 km/h
- 航続距離：2,094 km